# Alf Krauliz

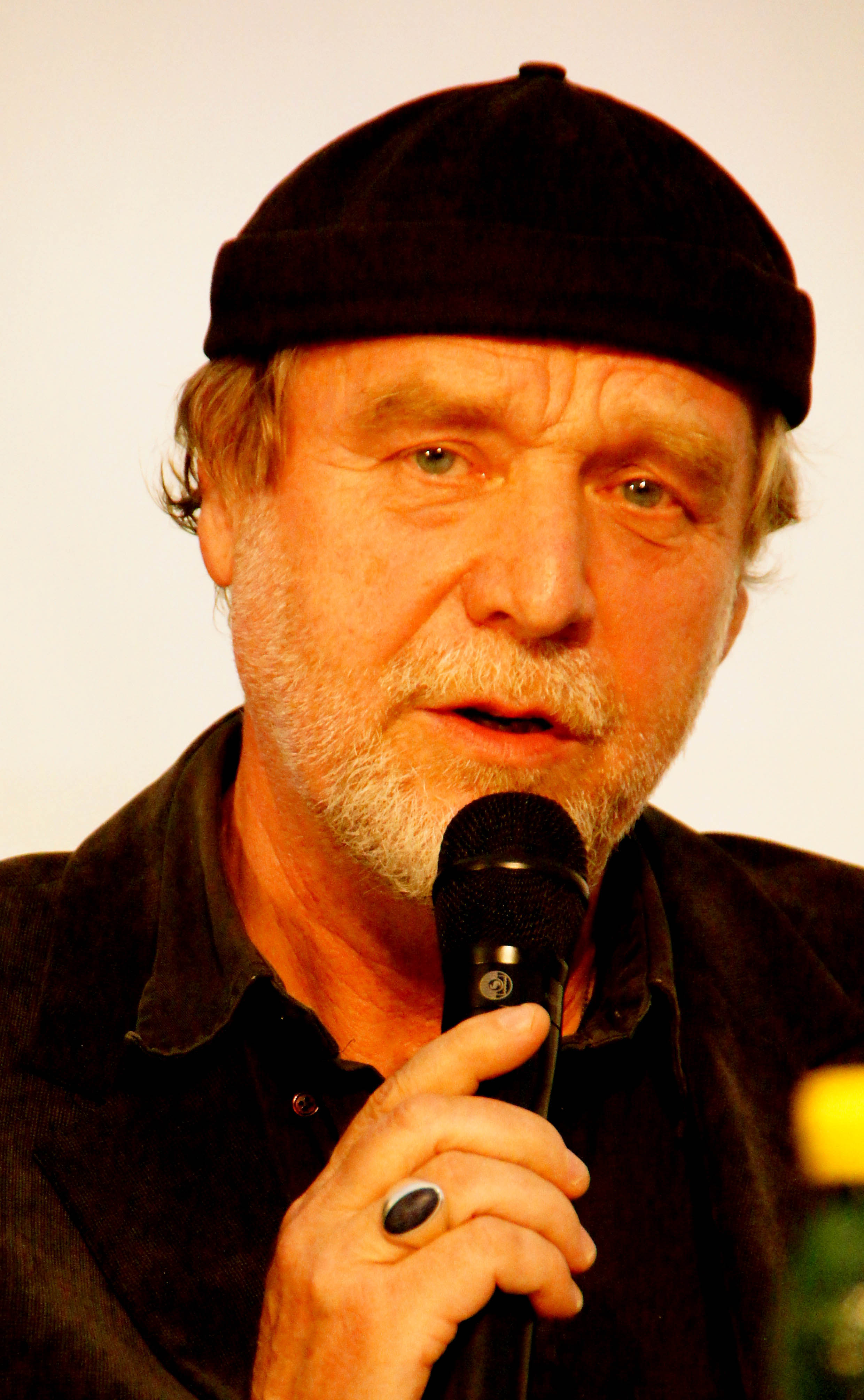
Alf Kraulitz bei der Eröffnung des Wiener Stadtfests 2013.

Alf Krauliz (* 1947) ist ein österreichischer Kulturmanager, Künstler und Musiker des Austropop.

## Leben
Der promovierte Geologe wirkte als Leiter der Gruppe Misthaufen. 1975 und 1976 wurde in der Arena im Fleischhof Sankt Marx das von ihm mitverfasste Musical Schabernack aufgeführt. In der Folge organisierte er Kulturveranstaltungen, führte Regie und betätigte sich in Lehre und Ausbildung.
Krauliz war Gründer des Wiener Stadtfestes und dessen Organisator von 1978 bis 2000 sowie Gründer und Leiter des Wiener Metropol von 1981 bis 1990. Intendant des Niederösterreichischen Donaufestivals war er von 1990 bis 2000.
2002 gründete er die seither jährlich unter seiner Leitung durchgeführte Sommerakademie in Motten. Ebenfalls 2002 inszenierte er in Heidenreichstein zur Eröffnung der Anderswelt ein Fest des Feuers mit Feuerartisten, Tänzern und Musikern (Zabine, Deishovida, Bernhard Egger Blues Band u. v. a.).
2015 gründete er das "Pfinxt´n Festival" in Heidenreichstein. Seither wird das Kulturfestival unter seiner Intendanz einmal pro Jahr auf Burg Heidenreichstein durchgeführt.
Er unterrichtet an der Johannes-Kepler-Universität Linz sowie an der Donau-Universität Krems "Ideenfindung und Kreativität"
und betreibt die Agentur "ideenfindung Ei" in Wien, die vor allem neue Veranstaltungsformen und Kulturformate entwickelt und
Kreativseminare für unterschiedliche Zielgruppen in Österreich und Deutschland durchführt.
In Niederösterreich ist er auf Großveranstaltungen in den Bereichen Kultur, Wissenschaft, Wirtschaft und Kommunikation
spezialisiert, so war er z. B. 2009 bei der Eröffnung der NÖ Landesausstellung "Österreich/Tschechien" für Drehbuch und Regie
zuständig. 2010 gestaltete er die "Forschungsgala" für ecoplus in der Arena Nova in Wiener Neustadt.
In Wien hat er 2011 die "Interkulturelle Akademie Wien" (I.K.A.) gegründet.

## Publikationen
- mit Alfreda Fiala: Stadtfeste, Plakate von Gottfried Helnwein, Studienreihe der Politischen Akademie der ÖVP Nr. 13 Wien 1981.
- Alles Klar. Texte, Eigenverlag 1990.
- Vom Metropol zum Festival der Clowns, in: Peter Bochskanl: Jörg Mauthe: sein Leben auf 33 Ebenen – Erinnerungen & Visionen, Wiener Journal Wien 1994, ISBN 3-900379-94-7.
- mit Hilde Matouscheck: Gottfried Helnwein, Apokalypse Installation 13. Juni–31. August 1999, NÖ Donaufestival Dominikanerkirche Krems 1999.
- mit Marion Mauthe: Räume in Bewegung – 10 Jahre Donaufestival, Fotos von Lukas Beck, Springer Wien 2002, ISBN 3-211-83864-3.
- Natur und Kultur im Grenzbereich nördliches Waldviertel und südliches Tschechien – Identität und Stärken einer Region, Studie und Endbericht zum Projekt CINDIS 1, Wien 2002.

## Diskographie
- Misthaufen:  "Spiel nicht mit den Schmuddelkindern, Der Spinnenfänger", Mistakkord (Eigenlabel). Single. Vertrieb Amadeo 1970. Selbst produziert im Tonstudio P.J.Müller
- Misthaufen:  "Susi Sue, Jodler Joe". Single. Polydor 1970
- Misthaufen:  "Soheila, Verfremdung". Single. Amadeo-Atom 1971
- Misthaufen:  "Made in Austria" Langspielplatte Amadeo-Label Atom 1972
- Misthaufen:  "Wer haglich is bleibt üba". Langspielplatte, CBS 1975
- Misthaufen:  "Schabernack", Der Volksmund. Single  CBS 1974
- Misthaufen:  "Im Park is schee". Single. CBS 1975
- Misthaufen:  "Nägelbeissa Boogie". Single  CBS 1976
- Misthaufen:  "Hart aber ungerecht", Langspielplatte CBS 1977

## Auszeichnungen
- 2001: Goldenes Ehrenzeichen für Verdienste um die Republik Österreich.[1]